# Enric Sans i Salellas
Enric Sans i Salellas (Figueres, Alt Empordà, 10 de setembre de 1890 - 11 de febrer de 1953) va ser un compositor de sardanes.
Iniciat pel seu pare, va viure sempre immers en el món de la música, als set anys va començar a tocar el violí. Més tard va seguir els estudis musicals amb els mestres Domènec Sánchez Deyá de Barcelona i Alphonse Lefort del Conservatori de París. Aviat s'integra a formacions musicals com L'Art Gironí i, entre els anys 1911 i 1914 va dirigir la cobla Antiga Pep de Figueres, per a la que va escriure diverses sardanes, algunes de les quals van ser enregistrades a París en un viatge amb la seva cobla.
Juntament amb Ramon Bassagañas i Basil (jazz-band), Enric castelló (banjo), Emili Pallisera (saxofó), Antoni Vidal (trompeta), Amat Blanch i Reynalt, Andreu Gea (contrabaix) i, Camil·la Lloret Altafulla (piano), conformaren el grup musical "The King Jazz", Va formar molts alumnes de Figueres i dels pobles veïns en l'estudi musical i en l'instrument del violí, com per exemple en Joan Saliner Duran, Josep Pagès Quer o en Josep Núñez Soler o l'Enric Cullell Sagols de Cabanes.
La popularitat li va arribar amb la sardana La infantona dedicada a la seva filla gran. Va escriure un centenar de títols, la majoria d'obres de línia camperola, fresca i melòdica.

## Obra
Es conserven obres seves al Fons Pere Rigau (TomR) del Museu de la Mediterrània de Torroella de Montgrí, datades entre el final del segle xix i principi del XX.
- Vora el niu. Sardana per a Cobla.
- Xamosa Roser. Sardana per a Cobla.
- Barcelonina gentil, Sardana per a Cobla.
- Salta i balla, Sardana per a Cobla.
- Matilde, Sardana per a Cobla.
- A la meva estimada, Sardana per a Cobla.

## Altres títols
| - Apassionada, - Caterina, - Conxita, - De marina a muntanya, - Dolç record, - Fent tabola, - La gallina enamorada, - Julieta, - La sardana de les bruixes, - Mira què et dic, - La nuvia, - Les noces de la cosineta, - Ni mai que torni, - Nostre himne, | - Ritmes pastorils, - Rosina, - Solita, - Salut als dansaires, - Tot jugant, - Úrsula, - La pubilla de la Torrassa, - Sota els pins del Mas Marés, - La Rambla de les Flors, - La plaça de Badalona, - Somni d'amor, - Vol d'orenetes (1951), - La font d'Ignasi Iglésias (premiada); - Les campanes de Figueres, dedicada a la seva ciutat. |

El seu llegat documental es conserva a l'Arxiu Municipal de Roses i a la Biblioteca Fages de Climent de Figueres.